# Erysichton palmyra
Erysichton palmyra, även Jameela palmyra, är en fjärilsart som beskrevs av Felder 1860. Erysichton palmyra ingår i släktet Erysichton, och familjen juvelvingar. Fjärilen förekommer i delar av den indonesiska och melanesiska övärlden samt i delar av östra Australien.

## Utseende
Fjärilen har ett vingspann på cirka 20 mm. Adulta hanar är iriserande blå medan honorna har vit övervinge med svart kant och blå bas och blå undervinge med en kant med en rad av bruna prickar.

## Utbredning och systematik
Fjärilen förekommer på Moluckerna, Nya Guinea, Bismarckarkipelagen, Salomonöarna och i Queensland och  New South Wales i Australien.
År 2010 publicerade Roger Grund och Rod Eastwood en studie av merparten av arterna inom släktet Erysichton som indikerar att släktet är polyfyletiskt varför Erysichton palmyra med flera, placerades i det nya släktet Jameela. Utifrån denna studie omfattar släktet Erysichton endast typarten Erysichton lineata. Detta förslag har ännu inte fullt ut slagit igenom i den vetenskapliga litteraturen.
Olika auktoriteter delar upp arten i olika många underarter. ITIS Catalogue of Life listar fem underarter.
- E. p. palmyra - förekommer på öarna Ambon, Serang, Obi, Bachan och Noemfor
- E. p. clara Tite, 1963 - förekommer på ön New Britain)
- E. p. coelia (Grose-Smith, 1894) förekommer på Aruöarna, Waigeu och Västpapua och till Papua Nya Guinea)
- E. p. lateplaga Tite, 1963 förekommer på öarna Floridaöarna och Roviana i ögruppen Salomonöarna
- E. p. tasmanicus (Miskin, 1890) förekommer på Tanimbaröarna och från Cape York till Lake Macquarie i New South Wales, Australien.

Erysichton elaborata, först beskriven av Thomas Pennington Lucas 1900 som Lycaena elaborata, är en yngre synonym till E. p. tasmanicus men kategoriseras fortfarande som en art i viss litteratur.